# Tiếng Mông Cổ Khalkha
Phương ngữ Khalkha (tiếng Mông Cổ: Халх аялгуу / Halh ayalguu / ᠬᠠᠯᠬ᠎ᠠ ᠠᠶᠠᠯᠭᠤ, [χaɬχ ajɮˈɢʊː]) là một phương ngữ Trung Mông Cổ được sử dụng rộng rãi ở Mông Cổ. Theo một số phân loại, phương ngữ này bao gồm các phương ngữ Nam Mông Cổ như Shiliin gol, Ulaanchab và Sönid. Là cơ sở cho chữ viết Kirin của tiếng Mông Cổ, trên thực tế Khalkha là ngôn ngữ quốc gia của Mông Cổ. Tên gọi này liên quan đến người Mông Cổ Khalkha và sông Khalkha.

## Phân loại phương ngữ Khalkha
Trong cuốn sách The Mongolic Languages của Juha Janhunen, ông phân loại các phương ngữ Khalkha thành 19 phương ngữ nhỏ hơn:
- Ngoại Mông:
  - Trung:
    - Phương ngữ Khalkha chính
      - Bắc Khalkha
      - Nam Khalkha
      - Phương ngữ Ulan Bator của Khalkha

  - Bắc:
    - Phương ngữ Khotgoit (Xotgaid)
    - Phương ngữ Darkhat (Darxed)

  - Đông nam:
    - Phương ngữ Dariganga (Darygengg)
- Nga:
  - Tsongol (Tzonggel)
  - Sartul (Sartool)
    - cả hai đều được phân loại là các phương ngữ "Buryat" về mặt chính thức.
- Nội Mông:
  - Các phương ngữ Ulan Tsab:
    - Phương ngữ Chakhar (Tzaxer)
    - Phương ngữ Urat (Ourd)
    - Phương ngữ Darkhan (Darxen)
    - Phương ngữ Dörben Huuhet (Deurben Xuuxed)
    - Phương ngữ Muumingan (Moo Minggen)
    - Phương ngữ Keshigten (Xeshegten)

  - Các phương ngữ Shilingol (Shiilin Gol):
    - Phương ngữ Udzumuchin (Udzencem)
    - Phương ngữ Khuuchit (Xooced)
    - Phương ngữ Abaga (Abegh)
    - Phương ngữ Abaganar (Abeghner)
    - Phương ngữ Sunit (Seund)